# Stok (plaats)
Stok is een gehucht in het uiterste zuidwesten van de Belgische gemeente Kortenaken en het noordoosten van Sint-Margriete-Houtem (Tienen).

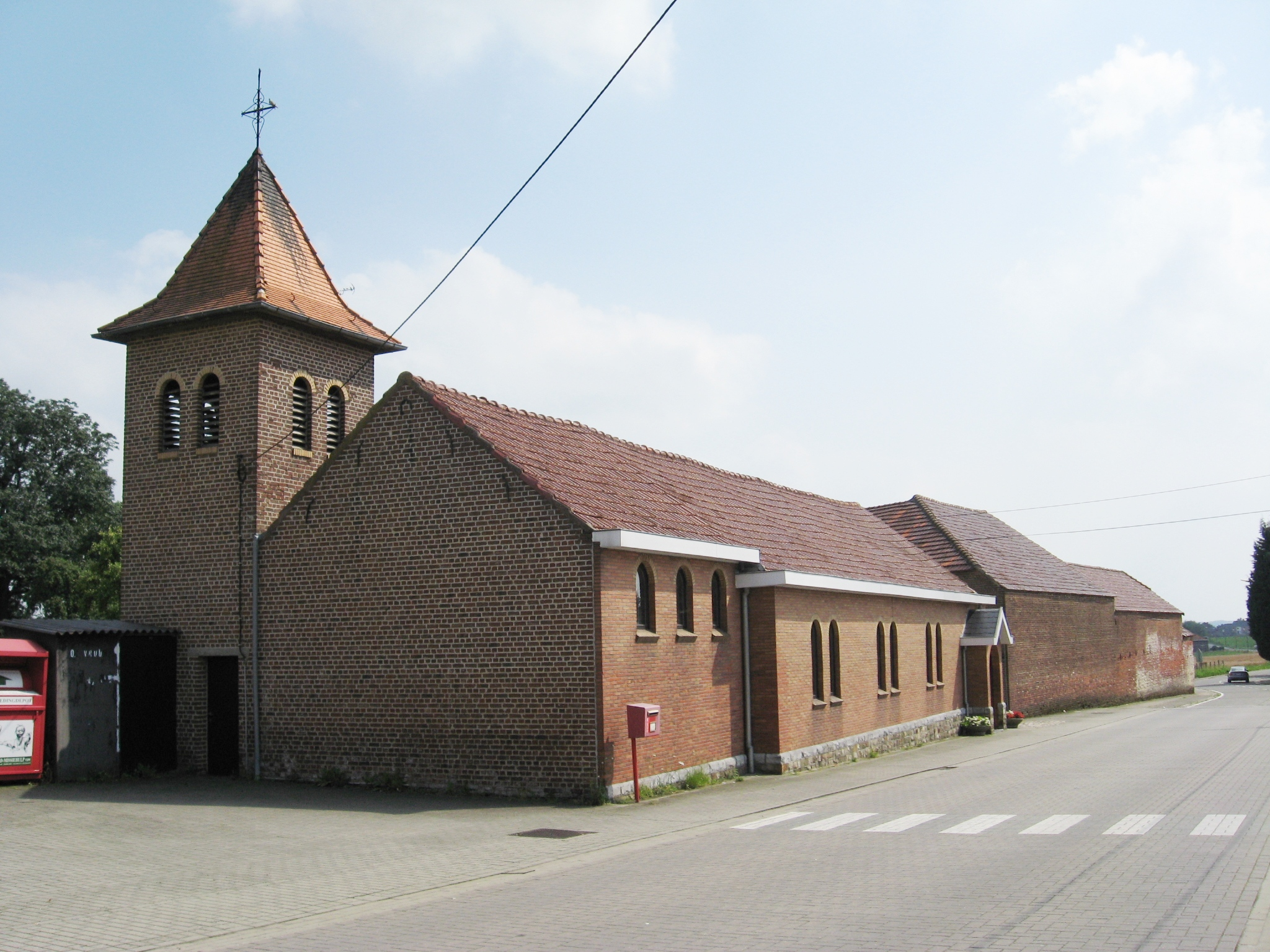
Onze-Lieve-Vrouw Hulp der Christenenkerk

## Situering
Stok ligt tussen het gehucht Boeslinter dat bij Bunsbeek hoort en Oplinter. Tot aan de fusie van 1977 behoorde Stok tot drie gemeenten: het grootste deel hoorde bij Sint-Margriete-Houtem en werd "omarmd" door het deel dat bij Bunsbeek hoorde. Tevens lag er nog een uitloper in de gemeente Hoeleden.
Bij de fusie in dat jaar werd het gehucht voor het grootste deel bij de gemeente Kortenaken gevoegd. Een klein deel bleef bij Sint-Margriete-Houtem dat opging in de stad Tienen.

## Etymologie
Oude vormen van Stok zijn: 1321 sthoct, 1325 stoct, enz. Stokt – later met verlies van het verzamelsuffix -t – komt uit Germaans *stukkothu, een verzamelnaam bij stukka "boomstronk"; zie ook Stok (toponiem).

## Nabijgelegen kernen
Neerlinter, Ransberg, Hoeleden, Oplinter
Deelgemeenten: Hoeleden · Kersbeek-Miskom · Kortenaken · Ransberg · Waanrode

Overige dorpen en gehucht: Kersbeek · Miskom · Stok · Vroente

Belgische gemeenten · Arrondissement Leuven · Vlaams-Brabant · Vlaanderen